# Sukau Datang
Sukau Datang is een bestuurslaag in het regentschap Lebong van de provincie Bengkulu, Indonesië. Sukau Datang telt 1184 inwoners (volkstelling 2010).